# El pop que llevas dentro 2
El pop que llevas dentro 2 es un álbum recopilatorio de varios artistas, editado en el año 2004, contiene dos CD (ambos compuestos por 16 canciones) y un DVD, perteneciente a la compañía discográfica Zero Records, en la portada del álbum se refleja la imagen de un fondo de color naranja, con una señal de tráfico triangular, y dentro de ella se refleja la imagen de un refresco con limón introducido dentro de un biberón, el CD 1 es de color rojo, el CD 2 es de color amarillo, y el DVD es de color verde oscuro, el CD 1 está compuesto por 16 canciones, y el CD 2 también está compuesto por 16 canciones, se trata de un CD extremadamente similar al CD casi homónimo, de la misma compañía discográfica y mismo diseño El pop que llevas dentro.

## Canciones
- CD 1

| N.º | Título                           | Intérprete                 | Duración |  |
| 1.  | «Chicos malos»                   | Patos De Goma              |          |  |
| 2.  | «El mundo tras el cristal»       | La Guardia                 |          |  |
| 3.  | «Que fue del siglo XX»           | 091                        |          |  |
| 4.  | «Sobre un vidrio mojado»         | Los Secretos               |          |  |
| 5.  | «Vístete»                        | Nacha Pop                  |          |  |
| 6.  | «La fiesta medieval»             | Los Nikis                  |          |  |
| 7.  | «Perestroika»                    | Un Pingüino en mi Ascensor |          |  |
| 8.  | «Trenes sin destino (directo)»   | Los Limones                |          |  |
| 9.  | «Voy a pasármelo bien»           | Hombres G                  |          |  |
| 10. | «Hago chas y aparezco a tu lado» | Álex y Christina           |          |  |
| 11. | «Mi rumba tarumba»               | Seguridad Social           |          |  |
| 12. | «Billy Joe»                      | Dinamita Pa Los Pollos     |          |  |
| 13. | «Mueve tus caderas»              | Burning                    |          |  |
| 14. | «Salta!»                         | Tequila                    |          |  |
| 15. | «Mi agüita amarilla»             | Los Toreros Muertos        |          |  |
| 16. | «No controies»                   | Olé Olé                    |          |  |

- CD 2

| N.º | Título                                    | Intérprete           | Duración |  |
| 1.  | «Un poquito de amor»                      | Los Romeos           |          |  |
| 2.  | «Los amigos de mis amigas son mis amigos» | Objetivo Birmania    |          |  |
| 3.  | «Una pareja feliz (versión 2004)»         | Los Inhumanos        |          |  |
| 4.  | «Catalina»                                | Danza Invisible      |          |  |
| 5.  | «Jardín de rosas»                         | Duncan Dhu           |          |  |
| 6.  | «El límite»                               | La Frontera          |          |  |
| 7.  | «Desesperada»                             | Marta Sánchez        |          |  |
| 8.  | «Frío»                                    | Alarma!!!            |          |  |
| 10. | «Te echo de menos»                        | La Trampa            |          |  |
| 11. | «Chicas de colegio»                       | Mamá                 |          |  |
| 12. | «La culpa fue del cha-cha-cha»            | Gabinete Caligari    |          |  |
| 13. | «Manuel Raquel»                           | Tam Tam Go!          |          |  |
| 14. | «Adiós para siempre (versión 2004)»       | El Norte             |          |  |
| 15. | «Alba»                                    | Antonio Flores       |          |  |
| 16. | «Me quedaré solo»                         | Amistades Peligrosas |          |  |